# Shire of Cunderdin
Shire of Cunderdin is een Local Government Area (LGA) in de regio Wheatbelt in West-Australië. Shire of Cunderdin telde 1.302 inwoners in 2021. De hoofdplaats is Cunderdin.

## Geschiedenis
Het Meckering Road District werd op 14 december 1849 opgericht. Op 3 november 1944 veranderde het van naam en werd het Cunderdin Road District. Het Cunderdin Road District werd op 23 juni 1961 de Shire of Cunderdin.

## Plaatsen, dorpen en lokaliteiten
- Cunderdin
- Meckering
- Warding East
- Wyola West
- Youndegin

## Bevolking
| Jaar | Bevolkingsaantal |
| ---- | ---------------- |
| 1911 | 2.115            |
| 1921 | 2.183            |
| 1933 | 2.745            |
| 1947 | 2.445            |
| 1954 | 2.130            |
| 1961 | 2.014            |
| 1966 | 2.114            |
| 1971 | 1.862            |
| 1976 | 1.586            |
| 1981 | 1.630            |
| 1986 | 1.484            |
| 1991 | 1.389            |
| 1996 | 1.368            |
| 2001 | 1.374            |
| 2006 | 1.250            |
| 2011 | 1.310            |
| 2016 | 1.475            |
| 2021 | 1.302            |